# AYAKA -あやか-
『AYAKA -あやか-』は、GoRAとKING RECORDSが企画した日本のアニメ作品。2022年10月26日に制作が発表され、2023年7月から9月までTOKYO MXほかにて放送された。

## あらすじ
八凪幸人は両親を亡くし、養護施設で育った中学生。幸人は自分に制御できない能力を暴走させて人を傷つけたことがあり、人と関わることを避けていた。中学の卒業式の日、幸人は校門の上で飲酒をしていた亡き父の弟子と名乗る青年・沙川尽義に連れ出され、生まれ故郷の綾ヵ島に帰還。幸人の父八凪真人は「脈接ぎ」という能力の持ち主で幸人もその能力を受け継いでいた。尽義の兄弟子である鞍馬春秋と伊吹朱はとある事情で不仲であった。幸人は尽義の指導下で能力の修行に励む。やがて鞍馬の弟子の福分茶太郎や天乃夜胡、朱の部下の一条いばらと親しくなっていく。だが綾ヵ島では深刻な危機が迫っていた。

## 登場人物
八凪幸人（やなぎ ゆきと）
声 - 上村祐翔、羊宮妃那（幼少期）
主人公。綾ヵ島出身で5歳の頃に父・真人を亡くし、本土の児童養護施設で育った。母親は不明。島にいたころのことはほとんど覚えていない。施設の子供にからかわれて異能を暴走させた過去があり、他人と関わるのを避けていた。中学卒業後、尽義になかば強引に島に連れ戻され、父から受け継いだ異能を開花させていく。
沙川尽義（さがわ じんぎ）
声 - 寺島拓篤、村井美里（幼少期）
幸人の幼馴染の青年で二ノ島在住。八凪真人の三番弟子。ストロング缶を4本飲んだりするなど、朝から飲むほどの大酒飲みでお調子者。幸人の中学卒業時に本土まで迎えに行き、島に連れてくる。能力は申し分なく幸人の修行の指導役になるが、いい加減な性格で幸人を振り回す。百々子には頭が上がらない。春秋と朱の不仲を憂いつつも口出しできないでいる。綾ヵ島を救うために犠牲になるが幸人により甦る。
鞍馬春秋（くらま はるあき）
声 - 鳥海浩輔
尽義の兄弟子の1人で八凪真人の一番弟子。三ノ島の火泉神社の神主でいつも神官装束。朱とは不仲。真人が生きていた頃は朱とは現在とは比べ物にならないほど仲が良かったが、真人がアラミタマとの戦いで命を落とし、朱が禁術に手を染めたのがきっかけで彼と仲違いした。
伊吹朱（いぶき あか）
声 - 梅原裕一郎
尽義のもう1人の兄弟子で八凪真人の二番弟子。一ノ島の「アヤカセキュリティ」所長。アラミタマには特殊な銃弾を発射する拳銃で戦う。超常的な力が宿る右手を持つ。春秋とは不仲。人に対しては優しいが、アラミタマに対しては容赦がなく冷酷。
福分茶太郎（ふくわけ ちゃたろう）
声 - 梶原岳人
春秋の弟子。幸人の親友となる。
天乃夜胡（あまの やこ）
声 - 榊原優希
春秋のもう1人の弟子。幸人の親友となる。
一条いばら（いちじょう いばら）
声 - 花澤香菜
アヤカセキュリティ最年少メンバー。ツインテールの小柄な女性だが、アラミタマに対しては勇ましく戦う。1年前、火のアラミタマで両親を亡くしている。幸人と親しくなる。
稲生三次（いのう さんじ）
声 - 飛田展男
綾ヵ島市長で幸人の後見人。温和な中年男性。酔いつぶれていたが非常時にすぐに動けて指示を出せる手腕を持つ。しかし真人や彼の弟子達の問題行動に胃を痛める神経質な面も。
尼宮百々子（あまみや ももこ）
声 - 早見沙織
幸人と尽義が暮らす下宿の大家。酒に強い。一見穏やかだが、幸人を振り回す尽義に睨みをきかせている。尽義同様、春秋と朱の不仲をよく思っていない。
八凪真人（やなぎ まこと）
声 - 津田健次郎
物語開始時点で故人。豪放磊落な「脈接ぎ」の能力者。いつも煙管を手にしている。幸人の父で、鞍馬・伊吹・尽義の師匠。10年前の大噴火を我が身を賭して鎮めたことで、現在も島の住民たちから「あやかい人」と尊敬されている。

## スタッフ
- 原作 - GoRA、KING RECORDS[19]
- 監督 - 長山延好[3]
- シリーズ構成 - 来楽零[3]
- モノガタリプランナー - 宮沢龍生
- アクション監修 - 柴田裕介[19]
- キャラクター原案 - redjuice[3]
- キャラクターデザイン - 金子美咲[3]
- モンスターデザイン - 渋谷亮介[19]
- プロップデザイン - 佐藤玲子[19]、大出翔平
- プロダクションデザイン - 田中直哉[19]
- コンセプトアート - 芳野満雄[19]
- 3Dセットデザイン - 榎本嘉輝[19]
- 美術監督 - 海野よしみ[19]
- 背景美術 - プロダクション・アイ[19]
- 色彩設計 - 田中英里那[19]
- 撮影監督 - 豊岡茂紀[19]
- 撮影 - 旭プロダクション[19]
- CGディレクター - 中島豊[19]
- 3Dディレクター - 後藤雅人
- 編集 - 岡祐司[19]
- 音響監督 - 田中亮[19]
- 音響効果 - 武藤晶子[19]
- 録音調整 - 太田泰明（ピーズスタジオ）[19]
- 録音助手 - 西美春[19]
- 録音スタジオ - STUDIO T&T[19]
- 音響制作担当 - 濱亮平[19]
- 音響制作 - ビットグルーヴプロモーション[19]
- 音楽 - 澁江夏奈[19]
- 音楽制作 - キングレコード[19]
- 音楽プロデューサー - 矢田晶子
- プロデューサー - 矢田晶子、黒須信彦、外川明宏、中冨将仁、小澤文啓
- アニメーションプロデューサー - 江里口武志[19]
- アニメーション制作 - スタジオブラン[3]
- 製作 - Project AYAKA[19]

## 主題歌
「AYAKASHI」
angelaによるオープニングテーマ。作詞はatsuko、作曲はatsukoとKATSU、編曲はKATSU。
「フラッシュバック」
sajiによるエンディングテーマ。作詞・作曲はヨシダタクミ、編曲はヨシダタクミと中島生也。

## 各話リスト
| 話数 | サブタイトル                     | 脚本         | 絵コンテ            | 演出                | 作画監督 | 総作画監督                        | 初放送日      |
| --- | -------------------------------- | ------------ | ------------------- | ------------------- | --- | --------------------------------- | ------------- |
| 第1話 | お前ちょっと飛んでみろ           | 来楽零       | 長山延好            | 柴田裕介            | 中山和子 南波天 川本由記子 柴田裕介 神龍 光の園・アニメーション ラッドプラス Studio R.A                             | 金子美咲 中山和子                 | 2023年 7月2日 |
| 養護施設で暮らす八凪幸人に亡き父の友人稲生三次から手紙が届く。中学卒業式のあと、酔った沙川尽義が迎えに来る。無視する幸人を尽義は川に突き落とす。何かに目覚めた幸人は綾カ島行きの船に乗せられていた。島に到着した幸人は尼宮百々子と稲生に歓迎される。幸人は昼にミタマを目撃する。夜アラミタマに襲われた幸人は尽義にアラミタマに投げつけられ、能力で散らす。 |                                  |              |                     |                     | |                                   |               |
| 第2話 | さすがに飲み過ぎた               | 鈴木鈴       | 長山延好 青木香奈枝 | 青木香奈枝          | 南波天 高橋なぎさ 光の園・アニメーション ワンオーダー                                                               | 金子美咲 中山和子                 | 7月9日        |
| 幸人は能力を制御する脈接ぎの修行を始める。尽義は修行を兼ねて火泉神社のアラミタマ鎮めの依頼を横取りする。その正体は昨夜泥酔した尽義が使った水繰りの術であり制御できなくなるが、尽義の兄弟子の鞍馬に救われる。 |                                  |              |                     |                     | |                                   |               |
| 第3話 | 色々あんだよ。あの二人には       | あざの耕平   | 柴田裕介            | 柴田裕介 吉田公貴   | 南波天 栗原なつ未 ワンオーダー スタジオグラム SAS BigOwl 光の園・アニメーション                                     | 金子美咲 中山和子 柴田裕介        | 7月16日       |
| 幸人は尽義に連れられ一の島に渡る。尽義とはぐれた幸人の前にアラミタマが現れるが伊吹朱が拳銃で撃つ。伊吹はアラミタマを「駆除」するアヤカセキュリティの一員だった。再びアラミタマが出現するが伊吹はアラミタマを自身に取り込む「邪法」で駆除する。 |                                  |              |                     |                     | |                                   |               |
| 第4話 | おまえなら出来るはずさ           | 宮沢龍生     | 長山延好 青木香奈枝 | 石栗和弥 青木香奈枝 | 二瓶令暁 河村涼子 Triple A ワンオーダー STUDIO CL ラッドプラス スタジオグラム 光の園・アニメーション                | 金子美咲 中山和子 南波天          | 7月23日       |
| 幸人と尽義は三の島を訪問。火泉神社の鞍馬春秋に会い、命脈の見方と伊吹が脈接ぎの禁忌に触れていると教えられる。茶太郎と夜胡は幸人を鞍馬の弟子に誘う。種から木を伸ばす能力を試すと幸人は大木にしてしまうが尽義が止める。幸人はしばらく尽義と修行すると弟子を断る。鞍馬は幸人の能力をいぶかしむ。 |                                  |              |                     |                     | |                                   |               |
| 第5話 | じゃ、お酒のお金ちょうだい       | 古橋秀之     | 渡真利晃喜          | 渡真利晃喜          | 申榮淳 Kidi 覃启若 欧文莹侠 SAS 光の園・アニメーション Triple A スタジオグラム BigOwl                               | 中山和子 南波天                   | 7月30日       |
| 幸人は尽義と父親の八凪真人の墓参りに行く。地震が起きると皆墓参りに行くと言う。15年前、火の龍と水の龍が乱れ大噴火が起こったとき収めたのが真人だという。墓地には一条いばらもいた。父親の命日だという。落とし物を拾った幸人は一の島を訪れる。いばらと対面した幸人は落とし物を渡すが火のアラミタマが出現。伊吹と市長は全島脱出を話し合う。アラミタマと戦ういばらに幸人が加勢する。 |                                  |              |                     |                     | |                                   |               |
| 第6話 | 師匠がいたら大目玉だな           | あざの耕平   | 長山延好 石栗和弥   | 渡真利晃喜 石栗和弥 | 二瓶令暁 岩永遼太 ワンオーダー ラッドプラス STUDIO CL セブンシーズ スタジオグラム SAS BigOwl 光の園・アニメーション | 金子美咲 中山和子 南波天          | 8月6日        |
| 茶太郎と夜胡も駆けつけ4人は魂鎮めに成功するが、さらに複数のアラミタマが出現。そこへ現れた鞍馬と伊吹がアラミタマを撃退。最後のアラミタマを巡って邪道の伊吹と鞍馬は対立。尽義の魂鎮めで騒動は収まるが、伊吹と鞍馬は対立したまま去る。幸人はいばらたちと連絡先を交換して友人になる。 |                                  |              |                     |                     | |                                   |               |
| 第7話 | 昔話とかいいからさ               | 高橋弥七郎   | 柴田裕介            | 一居一平            | ワンオーダー スタジオグラム BigOwl Triple A ラッドプラス                                                            | 金子美咲 中山和子 柴田裕介 南波天 | 8月13日       |
| 10年以上前、鞍馬、伊吹、尽義は師匠真人、幼い幸人と暮らし修行に励んでいた。綾ヵ島の火の龍を抑えるため真人は一人火口に出かける。島民は避難するが、鞍馬と伊吹は火の龍を封じるため火口へ向かう。封印が破られ火の龍が暴れだし噴火が始まる。真人は鞍馬と伊吹を避難させ、命を賭して噴火を収める。翌朝、鞍馬と伊吹は火口で絶命した真人を発見。ショックを受けた伊吹は島を出て危険な術を身につけたことで鞍馬と険悪になった。百々子から過去のいきさつを聞かされた幸人は尽義と手を繋いで逃げたことを思い出す。               |                                  |              |                     |                     | |                                   |               |
| 第8話 | いい顔するようになったじゃねえか | 蝉川タカマル | 石栗和弥            | 石栗和弥            | チェユンミ スタジオグラム Triple A Revival 光の園・アニメーション 神龍                                              | 中山和子 南波天 小沼よしい        | 8月20日       |
| 幸人は茶太郎と夜胡に火泉神社のお祭りに誘われる。尽義から父親のお面を渡され夜店でいばらと落ち合う。神社では鞍馬の手伝いをする。突然幸人の力が暴走しそうになり、幸人は山中に逃れる。尽義から修行で教えられた方法で幸人は力をコントロールに成功。お面をつけた男が現れ「今のお前なら自分の中の真実と向き合える」と言われる。四の島で大きな噴火が始まる。 |                                  |              |                     |                     | |                                   |               |
| 第9話 | 笑いごとじゃねえや               | 古橋秀之     | 渡真利晃喜          | 谷澤篤二            | 小林花緒 申榮淳 Triple A ワンオーダー ラッドプラス スタジオグラム                                                   | 中山和子 南波天 小沼よしい        | 8月27日       |
| 噴火を受け、祭り会場でも避難が始まる。翌日も噴火と地震が続き、島民は船で島を出る準備をする。尽義は突然姿を消す。一の島ではアラミタマ出現に備えてアヤカセキュリティが総動員されるが、伊吹は体調がおかしくなる。鞍馬は幸人を呼び出し、15年前、八凪真人が水の龍から切り離した化身が幸人だと言う。鞍馬は将来を幸人にたくし、姿を消す。幸人、茶太郎、夜胡、いばらは避難を拒み、鞍馬のあとを追う。噴火口では鞍馬と伊吹が命を投げ出し火の龍を抑えようとする。                                                           |                                  |              |                     |                     | |                                   |               |
| 第10話 | 一緒に行ってやるからさ           | 来楽零       | 青柳宏宜            | 石栗和弥            | チェユンミ 覃启若 李晨晨 方滿 周俊杰 星野光 BigOwl Triple A スタジオグラム ワンオーダー 寧波麦冬映画                | 中山和子 南波天 柴田裕介          | 9月3日        |
| 尽義は子供のころ、真人から幸人が水の龍であることを聞いていた。真人の死後、尽義は幸人を水の龍に戻す術を調べたがそれは術師の命を引き換えにするものだった。幸人は噴火口で鞍馬たちと火の龍に立ち向かうが力が足りず悔しく思う。そこへ尽義があらわれる。尽義は自分の命と引き換えに術を行う。幸人と尽義は命脈に飛び込み、ついに水の龍が顕現する。 |                                  |              |                     |                     | |                                   |               |
| 第11話 | 幸人、飛んでみろ！               | 鈴木鈴       | 渡真利晃喜          | 渡真利晃喜          | チェユンミ 覃启若 周俊杰 欧文莹侠 小神 寧波麦冬映画 スタジオグラム Revival ワンオーダー                             | 中山和子 南波天 柴田裕介          | 9月10日       |
| 力を取り戻した水の龍は火の龍と激しく争い相剋する。やがて二つの力は調和し、噴火は治まる。幸人は戻ってきたが、尽義は死去。通夜の夜、鞍馬と伊吹は尽義が兄弟子に代わってひそかに術の修行をしていたことを知り、お互いを罵り合い悲しむ。ショックを受けた幸人は部屋に引きこもっていたが百々子や稲生に説得され尽義の遺体と向き合う。尽義をなじった幸人は一瞬命脈の中に入り尽義の魂が助けを呼んでいるのを発見。この世に戻った幸人は尽義を救出のため走り出す。                                                             |                                  |              |                     |                     | |                                   |               |
| 第12話 | 恥ずかしいこと言ってんじゃねーよ | 高橋弥七郎   | 石栗和弥            | 住石亜蘭            | 中山和子 南波天 柴田裕介 覃启若 周俊杰 欧文莹侠 スタジオグラム ワンオーダー BigOwl Revival                          | 中山和子 南波天 柴田裕介          | 9月17日       |
| 水の龍として覚醒した幸人は、尽義を助けるため再び命脈に飛び込み、亡き父・真人と邂逅。鞍馬たちは命脈から這い出したアラミタマと戦う。幸人、真人は尽義を発見。鞍馬の儀式で幸人たちは命脈の出口を見つけ、伊吹が二人を現実世界に引きずり出す。その直前、幸人は火の龍のミタマと出会い再会を約束する。幸人はこの世に戻り、尽義も息を吹き返す。鞍馬と伊吹はそれぞれ自らの非を認め和解する。その後もアラミタマとの戦いは続きながら、島の平和は穏やかに過ぎる。春、幸人はいばら、茶太郎、夜胡と共に一の島の高校に入学する。 |                                  |              |                     |                     | |                                   |               |

## 放送局
| 放送期間               | 放送時間                     | 放送局       | 対象地域 | 備考                                 |
| ---------------------- | ---------------------------- | ------------ | -------- | ------------------------------------ |
| 2023年7月2日 - 9月17日 | 日曜 1:00 - 1:30（土曜深夜） | TOKYO MX     | 東京都   |                                      |
|                        |                              | BS11         | 日本全域 | BS放送 / 『ANIME+』枠                |
| 2023年7月4日 - 9月19日 | 火曜 1:55 - 2:25（月曜深夜） | 北海道テレビ | 北海道   |                                      |
|                        | 火曜 22:30 - 23:00           | AT-X         | 日本全域 | CS放送 / 字幕放送 / リピート放送あり |

| 配信開始日   | 配信時間                           | 配信サイト |
| ------------ | ---------------------------------- | --- |
| 2023年7月2日 | 日曜 1:00（土曜深夜） 更新         | FOD |
| 2023年7月6日 | 木曜 1:00（水曜深夜） 更新         | dアニメストア （本店・ニコニコ支店・for Prime Video） アニメ放題 U-NEXT |
| 2023年7月9日 | 日曜 1:00（土曜深夜） 以降順次更新 | ABEMA auスマートパスプレミアム クランクイン!ビデオ J:COMオンデマンド / メガパック DMM TV TELASA ニコニコチャンネル HAPPY!動画 バンダイチャンネル Hulu Amazon Prime Video ふらっと動画 milplus Lemino |

## BD
| 巻 | 発売日         | 収録話         | 規格品番     |
| -- | -------------- | -------------- | ------------ |
| 上 | 2023年10月25日 | 第1話 - 第6話  | KIZX-90610/2 |
| 下 | 2023年11月22日 | 第7話 - 第12話 | KIXA-90968   |

## 小説・ボイスドラマ
アニメの各話の後日譚や裏話を、短編・中編ほどのサイドストーリーとして、原案を担当しているGoRAが電子書籍で小説化している。全12巻の予定で、取り扱いはAmazon Kindleのみである。
上記とは別に、公式スピンオフノベライズ本としてGoRAのメンバーの鈴木鈴の著による『AYAKA -あやか- 尽義の結婚前夜』の発売が予定されている。
また、各話での登場人物の独白などを描写するボイスドラマが公開されている。

## 漫画
コミカライズが『AYAKA-あやか- Muzzle Flash Back!!』のタイトルで、『月刊コミックZERO-SUM』（一迅社）にて2023年7月28日発売の9月号より2024年3月28日発売の5月号まで連載された。作画は黒田リョウが担当。GoRAが書きおろしたサイドストーリーが描かれる。単行本は「ZERO-SUMコミックス」より2024年4月30日に発売された（ISBN 978-4-7580-8507-6）。

## コラボレーション
カラオケの鉄人
2023年8月3日から9月3日まで、池袋東口店、秋葉原昭和通り口店、新宿大ガード店にてコラボメニューやオリジナルグッズを販売した。